# Мюллер, Йозеф (футболист)
Йозеф Мюллер (нем. Josef Müller; 8 мая 1893, Вюрцбург — 22 марта 1984, Людвигсхафен-ам-Райн) — немецкий футболист, а также футбольный тренер.

## Карьера
Свою футбольную карьеру Йозеф Мюллер начал в клубе «Фёникс» из Людвигсхафена-на-Рейне. В 1921 году он получил первый вызов в национальную сборную и 26 марта 1921 года сыграл матч против команды Швейцарии, завершившийся вничью 2:2.
В этом же 1921 году он перешёл в «Гройтер», вместе с которым ему удалось стать чемпионом Германии сезона 1925/26. После он перешёл в «Вюрцбургер», а в 1932 году — в «Вердер», причём, в обоих из них он был играющим тренером. В 1928 году он завершил карьеру в сборной, отыграв за неё 12 матчей и забив 6 голов.
После он тренировал различные клубы, среди которых «Санкт-Паули», «Пирмазенс», «Штутгартер Кикерс». Мюллер завершил тренерскую карьеру в своём первом клубе «Людвигсхафен» в 1952 году.